# П’ятовський
П’ятовський (рос. Пятовский) — смт в Дзержинському районі Калузької області Російської Федерації.
Населення становить 2649 осіб. Входить до складу муніципального утворення Селище П'ятовский.

## Історія
Від 2004 року входить до складу муніципального утворення Селище П'ятовский.

## Населення
| 1970  | 1979  | 1989  | 2002  | 2009  | 2010  | 2012  |
| ----- | ----- | ----- | ----- | ----- | ----- | ----- |
| 3040  | ↗3152 | ↘2992 | ↗3019 | ↘2910 | ↗2984 | ↘2947 |
| 2013  | 2014  | 2015  | 2016  | 2017  | 2018  | 2019  |
| ↘2896 | ↘2832 | ↘2767 | ↘2729 | ↘2713 | ↘2676 | ↘2673 |
| 2020  | 2021  | 2022  |       |       |       |       |
| ↘2641 | ↗2665 | ↗2692 |       |       |       |       |